# Lago Primrose
O Lago Primrose é um lago localizado em Saskatchewan e Alberta, Canadá. O lago fica na fronteira entre Alberta e Saskatchewan, com a maior parte da superfície da água em Saskatchewan. 
a localidade mais próxima é comunidade de Cold Lake, em Alberta. O lago Primrose tem uma área total de 448 km2, sendo 444 km2 a área coberta por água (dos quais 17,7 km2 em Alberta). Encontra-se a uma altitude de 559 m . 
Este lago está ligado ao lago Cold pelo rio Martineau.
Os arredores deste lago foram usados como locais para Bases de lançamentos espaciais para foguetes de sondagem dos tipos de Loki e Arca no Canadá em 54° 45'N 110° 03'W , que esteve em uso entre 1970 e 1981.
As principais espécies piscícolas que habitam as águas deste lago são: Sander vitreus, Sander canadensis, Perca flavescens, Esox lucius, Salvelinus namaycush, Coregonus clupeaformis, Coregonus Artedi, Catostomus commersonii, Catostomus catostomus e Lota lota.    